# هاوس‌مارک
هاوس‌مارک یک توسعه‌دهنده بازی‌های ویدئویی فنلاندی واقع در هلسینکی است. این استودیو در سال ۱۹ ژوئیه ۱۹۹۵ تأسیس شد. در سال ۲۰۲۱ توسط سونی اینتراکتیو انترتینمنت خریداری شده و به استودیوهای پلی‌استیشن پیوستند.

## بازی‌های توسعه‌یافته

### به عنوان بلادهاوس
| سال  | عنوان          | پلتفرم(ها)                  | ناشر(ها) |
| ---- | -------------- | --------------------------- | -------- |
| ۱۹۹۳ | استارداست      | آمیگا، آتاری اس‌تی، ام‌اس-داس | بلادهاوس |
| ۱۹۹۴ | سوپر استارداست | آمیگا، آمیگا سی‌دی۳۲         | تیم۱۷    |

### به عنوان ترامارک
| سال      | عنوان     | پلتفرم(ها) | ناشر(ها)     |
| -------- | --------- | ---------- | ------------ |
| ۱۹۹۴     | عشق پری   | آمیگا      | رِنِگِید سافت‌ور |
| کنسل شده | پی.آی.دی. | آمیگا      | رِنِگِید سافت‌ور |

### به عنوان هاوس‌مارک
| سال  | عنوان                      | پلتفرم(ها)                                                  | ناشر(ها)                   |
| ---- | -------------------------- | ----------------------------------------------------------- | -------------------------- |
| ۱۹۹۶ | سوپر استارداست             | ام‌اس-داس                                                    | گیم‌تک                      |
| ۱۹۹۶ | حادثه فضایی                | ام‌اس-داس                                                    | گیم‌تک                      |
| ۱۹۹۷ | درو                        | مایکروسافت ویندوز                                           | تیک-تو اینتراکتیو          |
| ۱۹۹۹ | اسنوبرد عالی               | مایکروسافت ویندوز                                           | اینفوگرامرز                |
| ۲۰۰۲ | جهان ماورایی اسنوبرد       | اکس‌باکس                                                     | اینفوگرامرز                |
| ۲۰۰۵ | گیزموندو موتوکراس ۲۰۰۵     | گیزموندو                                                    | گیزموندو                   |
| ۲۰۰۷ | سوپر استارداست اچ‌دی        | پلی‌استیشن ۳                                                 | سونی کامپیوتر انترتینمنت   |
| ۲۰۰۸ | گلف: توپ را روی پایه بذار! | اکس‌باکس ۳۶۰                                                 | اکتیویژن                   |
| ۲۰۰۸ | سوپر استارداست همراه       | پلی‌استیشن همراه                                             | سونی کامپیوتر انترتینمنت   |
| ۲۰۱۰ | ملیت مرده                  | پلی‌استیشن ۳, پلی‌استیشن ۴, پلی‌استیشن ویتا                    | سونی کامپیوتر انترتینمنت   |
| ۲۰۱۱ | اوت‌لند                     | لینوکس، مک‌اواس، مایکروسافت ویندوز، پلی‌استیشن ۳, اکس‌باکس ۳۶۰ | یوبی‌سافت                   |
| ۲۰۱۲ | پشمالوها                   | آی‌اواس، پلی‌استیشن ویتا                                      | هاوس‌مارک                   |
| ۲۰۱۲ | سوپر استارداست دلتا        | پلی‌استیشن ویتا                                              | سونی کامپیوتر انترتینمنت   |
| ۲۰۱۲ | سه‌گانه پرندگان خشمگین      | پلی‌استیشن ۳, اکس‌باکس ۳۶۰                                    | اکتیویژن                   |
| ۲۰۱۳ | رزوگان                     | پلی‌استیشن ۳, پلی‌استیشن ۴, پلی‌استیشن ویتا                    | سونی کامپیوتر انترتینمنت   |
| ۲۰۱۶ | ملیت فضایی                 | پلی‌استیشن ۴                                                 | سونی کامپیوتر انترتینمنت   |
| ۲۰۱۶ | سوپر استارداست الترا وی‌آر  | پلی‌استیشن ۴                                                 | سونی کامپیوتر انترتینمنت   |
| ۲۰۱۷ | نکس ماشینا                 | مایکروسافت ویندوز، پلی‌استیشن ۴                              | هاوس‌مارک                   |
| ۲۰۱۷ | مترفال                     | پلی‌استیشن ۴                                                 | سونی اینتراکتیو انترتینمنت |
| ۲۰۲۱ | ریترنال                    | پلی‌استیشن ۵                                                 | سونی اینتراکتیو انترتینمنت |

### بازی‌های منتشر نشده
- غواصان طوفان